# Межень (Польща)
Межень (пол. Mierzeń) — село в Польщі, у гміні Рацеховиці Мисленицького повіту Малопольського воєводства.
Населення — 223 особи (2011).

## Демографія
Демографічна структура станом на 31 березня 2011 року:
|          | Загалом | Допрацездатний вік | Працездатний вік | Постпрацездатний вік |
| -------- | ------- | ------------------ | ---------------- | -------------------- |
| Чоловіки | 121     | 26                 | 81               | 14                   |
| Жінки    | 102     | 16                 | 63               | 23                   |
| Разом    | 223     | 42                 | 144              | 37                   |